# Lo Chapduelh
Lu Chapduelh (en francès Chapdeuil) és un municipi francès situat al departament de la Dordonya i a la regió de la Nova Aquitània.

## Demografia
| 1962                                       | 1968 | 1975 | 1982 | 1990 | 1999 | 2007 |
| ------------------------------------------ | ---- | ---- | ---- | ---- | ---- | ---- |
| 170                                        | 162  | 139  | 133  | 124  | 111  | 117  |
| Des de 1962: població sense dobles comptes |      |      |      |      |      |      |

## Administració
| Període   | Identitat           | Partit |
| --------- | ------------------- | ------ |
| 2001-2009 | Jean-Pierre Sixte   | PCF    |
| 2009-     | Mauricette Lemazava |        |